# Список Героев Советского Союза (Кыргызстан)
Геро́й Сове́тского Сою́за — высшая степень отличия СССР. Почётное звание, которого удостаивали за совершение подвига или выдающихся заслуг во время боевых действий, а также, в виде исключения, и в мирное время.
Звание впервые установлено Постановлением ЦИК СССР от 16 апреля 1934 года, дополнительный знак отличия для Героя Советского Союза — медаль «Золотая Звезда» — учреждена Указом Президиума Верховного Совета СССР от 1 августа 1939 года. Звание могли присуждать несколько раз.

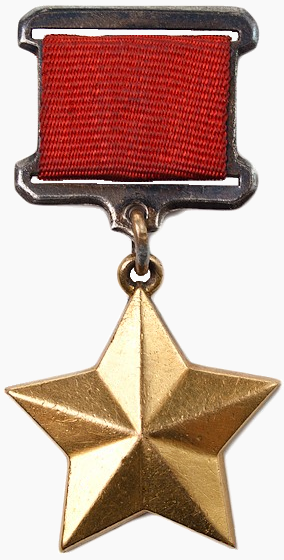
Медаль «Золотая Звезда» — вручалась Героям Советского Союза

## Список Героев Советского Союза изКиргизии
А
- Азимов, Рузи Азимович
- Алиназаров, Садык
- Ананьев, Николай Яковлевич
- Асаналиев, Джумаш
- Асанов, Даир Асанович
- Акбаралиев, Джурабай Акбаралиевич
- Акуционок, Пётр Антонович
- Афанасьев, Михаил Денисович

Б
- Бабкин, Михаил Николаевич
- Беляндра, Василий Яковлевич
- Байхомбаев, Махомеджан Каримович

В
- Вонахун, Мансуз
- Волковенко, Афанасий Иванович
- Выглазов, Григорий Исаевич

Г
- Гавриш, Иван Фомич
- Гадельшин, Хамит Габдуллович
- Гришин, Иван Александрович

Д
- Джаркимбаев, Казак
- Джумабаев, Ташмамат
- Дмитриев, Николай Михайлович

З
- Зверев, Николай Александрович

И
- Исламов, Юрий Верикович

К
- Кайкин, Василий Матвеевич
- Калашников, Николай Семёнович
- Колесников, Пётр Федосеевич
- Конкин, Григорий Ефимович
- Красильников, Иван Павлович
- Кривощёков, Алексей Александрович
- Крикун, Василий Гаврилович
- Курочкин, Ефрем Георгиевич

Л
- Лутфуллин, Сульги

М
- Мазков, Евдоким Константинович
- Михайленко, Евгений Ефимович
- Москаленко, Иван Васильевич

Н
- Немцев, Иван Спиридонович
- Николенко, Павел Фёдорович

О
- Овчаров, Степан Семёнович
- Оторбаев, Асанбек

П
- Пантелеев, Гавриил Фролович
- Панфилов, Дмитрий Иванович
- Панфилов, Иван Васильевич
- Пасько, Евдокия Борисовна
- Петренко, Григорий Алексеевич
- Петрищев, Василий Петрович
- Пичугин, Дмитрий Николаевич
- Пономарёв, Иван Семёнович
- Пономарёв, Павел Сергеевич

Р
- Решетник, Иван Семёнович
- Роденко, Константин Герасимович
- Романютин, Александр Иванович
- Рудь, Николай Михайлович

С
- Садыков, Самат
- Сапожников, Михаил Григорьевич
- Свечников, Павел Семёнович
- Степаненко, Василий Васильевич
- Сухин, Семён Захарович
- Сухов, Василий Иванович
- Сущев, Степан Захарович

Т
- Тайгараев, Токубай
- Таранчиев, Исмаилбек
- Тешебаев, Мамасалы
- Титов, Андрей Алексеевич
- Тихонов, Григорий Матвеевич
- Трясин, Ерминингельд Васильевич
- Тулебердиев, Чолпонбай

У
- Усенбеков, Калийнур Усенбекович

Ф
- Фуковский, Александр Васильевич

Х
- Хименко, Андрей Максимович

Ц
- Царенко, Лаврентий Иванович
- Цинделис, Борис Израилевич

Ч
- Чортеков, Анварбек

Ш
- Шемякин, Григорий Мелентьевич
- Шопоков, Дуйшенкул

Я
- Якубов, Осман